# 朱战民
朱战民（1965年8月—），男，汉族，河南长葛人，中共党员，省委党校研究生学历。2019年12月任青海省司法厅副厅长。2020年7月任青海省司法厅副厅长，青海省监狱管理局局长。2022年3月任青海省司法厅厅长。同年4月，转任中共黄南州委书记。